# OHVIRA-Syndrom
Das OHVIRA-Syndrom, Akronym für Obstruierte Hemi Vagina und Ipsilaterale Renale Anomalie, ist ein sehr seltenes Fehlbildungssyndrom mit den Hauptmerkmalen einer Doppelanlage des Uterus, der Vagina und einer Nierenagenesie.
Synonyme sind: Uterus didelphys mit obstruierter Hemivagina und ipsilateraler Nierenagenesie; englisch Double uterus-hemivagina-renal agenesis syndrome; Double uterus and obstructed hemivagina syndrome; Herlyn-Werner syndrome; Obstructed hemivagina and ipsilateral renal anomaly; Wunderlich syndrome
Nicht zu verwechseln ist das (im englischsprachigen Raum gebräuchliche) Wunderlich-Syndrom für spontane, nontraumatische Nierenblutung.

## Verbreitung
Die Häufigkeit wird mit unter 1 zu 1.000.000 angegeben, der Vererbungsmechanismus ist nicht bekannt.

## Ursache
Diesem Fehlbildungssyndrom liegt eine Störung in der Embryonalentwicklung bei der Entwicklung der Müllerschen und der Wolffschen Gänge zugrunde.

## Klinische Erscheinungen
Klinische Kriterien sind:
- Dysmenorrhoe
- Schmerzen im Unterleib
- Scheidenausfluss
- Tumor im Becken.

## Diagnose
Die Verdachtsdiagnose wird üblicherweise durch Sonografie gestellt, eine Diagnosesicherung erfolgt durch Laparoskopie.
Mögliche Komplikationen der Obstruktion der Hemivagina sind Endometriose, Adhäsionen, Hämatometra, Hämatosalpinx, aufsteigende Entzündungen.

## Behandlung
An operativen Verfahren stehen die Resektion des Vaginalseptums und die Hemi-Hysterektomie zur Verfügung.

## Geschichte
Die Erstbeschreibung stammt aus dem Jahre 1976 vom Gynäkologen Alvin F. Wiersma und Mitarbeitern.